# Order Świętego Jana Jerozolimskiego
Order Świętego Jana Jerozolimskiego, nazwa pełna: Szacowny Order Szpitala Świętego Jana Jerozolimskiego (ang. Order of Saint John, The Most Venerable Order of the Hospital of Saint John of Jerusalem) – XIX-wieczny zakon protestancki, istniejący w Wielkiej Brytanii i innych krajach Wspólnoty Narodów, 14 maja 1888 roku przekształcony w brytyjski order. Wywodzi się z Suwerennego Rycerskiego Zakonu Szpitalników św. Jana z Jerozolimy z Rodos i z Malty.

## Historia
Prowincja joannitów języka angielskiego wygasła w XVI w., czego powodem było przejście króla Henryka VIII na protestantyzm. Zakon nie istniał więc w Wielkiej Brytanii aż do początku XIX w., kiedy podjęto próby wskrzeszenia go w związku z wojną wyzwoleńczą w Grecji – próby nie popierane ani przez Wielkiego Mistrza Kawalerów Maltańskich, ani przez dwór angielski Jerzego IV. Obecny zakon istnieje właściwie dopiero od 1837, gdy Sir Henry Dymoke został Wielkim Przeorem wówczas jeszcze nie tak licznej organizacji i zwrócił się do Wielkiego Komtura zakonu maltańskiego, hr. Filipa de Colloredo-Mansfeld (rządy: 1845-1864) o uznanie przeoratu angielskiego jako członka społeczności joannitów, czego mu odmówiono. Przeorat ogłosił  po otrzymaniu odmowy niepodległość jako The Sovereign and Illustrious Order of Saint John of Jerusalem, Anglia, nie posiadając jednak jeszcze protektoratu królewskiego.
W latach 60. i 70. XIX w. zakon brytyjski uzyskał wielu wpływowych członków, jak księcia Manchesteru  (Wielkiego Przeora od 1861), za rządów którego zorganizowano pierwszy korpus ambulansów konnych, księcia Walii – późniejszego króla Edwarda VII i jego żonę księżną Aleksandrę oraz innych arystokratów i polityków.
Największy sukces brytyjskich joannitów miał miejsce w 1888, gdy zakon uznany został przez królową Wiktorię za order brytyjski i otrzymał potwierdzone przez nią statuty. Od tej chwili panujący w Wielkiej Brytanii monarcha (obecnie: Karol III) jest automatycznie suwerenną głową orderu, który jest rządzony w imieniu monarchy przez Wielkiego Przeora (obecnie: Ryszard ks. Gloucester, kuzyn królowej). Ma sześć klas: od Wielkiego Krzyża do giermków, z rozróżnieniem kawalerów i damy z prawa (pochodzenia szlacheckiego) i z łaski (nieszlachciców).
Posiada swoje jurysdykcje także w innych częściach Wspólnoty Brytyjskiej: Australii, Kanadzie, Nowej Zelandii, a także w USA i RPA. Zakon maltański uznał brytyjskich joannitów dopiero w 1963.